# Проспект Просвіти (станція метро)
60°03′05″ пн. ш. 30°19′56″ сх. д. / 60.05139° пн. ш. 30.33222° сх. д.
«Проспект Просвіти» (рос. «Проспект Просвещения») — станція Московсько-Петроградської лінії Петербурзького метрополітену, розташована між станціями «Озерки» і «Парнас».
Станція відкрита 19 серпня 1988 у складі ділянки «Удільна»-«Проспект Просвіти». Названа через розташування біля однойменної міської магістралі.

## Технічна характеристика
Конструкція станції — колонно-стінова трисклепінна глибокого закладення (глибина закладення — 65 м). Станція споруджена із збірного залізобетону. Арки розширених догори колон перекриті залізобетонними балками. Похилий хід чотиристрічковий, з'єднаний з північним торцем станції переходом, що має аванзал і коридор, розбитий на три вузьких проходи.

## Вестибулі
Павільйон станції розташовується на розі проспектів Енгельса і Просвітництва. Станція відноситься до рідких станцій з наземними комплексами протиатомного захисту.
За початковим проектом будівля вестибюля мала бути вбудована у виробничо-побутовий комплекс.

## Колійний розвиток
Станція «Проспект Просвіти» була кінцевою станцією Московсько-Петроградської лінії у 1988—2006 рр.. і гейтом в депо «Виборзьке» у 2000—2006 рр.. Її колійний розвиток дозволяє здійснювати оборот потягів по перехресному з'їзду, тримати «гарячий резерв» і давати можливість відстою для несправного складу, також є два тупики, що розташовуються нестандартно — з боків від головних тунелів.

## Оздоблення
Станція оздоблена природним каменем темно-червоних тонів і світлим мармуром, підлога оброблена сірим гранітом. У центральному залі склепіння складено з розташованих одна під одною арок, що утворюють простір. Торець прикрашає світильник, встановлений на високий стовп в ніші. У 2006 році ртутні лампи були замінені на натрієві.

## Ресурси Інтернету
- «Проспект Просвіти » на metro.vpeterburge.ru(рос.)
- «Проспект Просвіти» на форумі metro.nwd.ru(рос.)
- Санкт-Петербург. Петроград. Ленінград: Енциклопедичний довідник. «Проспект Просвіти»(рос.)